# Землетрясение в Турции (2010)
Землетрясение в Турции 2010 года произошло утром 8 марта по местному времени. Эпицентр землетрясения находился недалеко от турецкого города Элязыг. Очаг землетрясения располагался на глубине 10 км. Вслед за первым землетрясением в провинции Элязыг в течение дня были зарегистрированы более 40 подземных толчков, в том числе три магнитудой 5,5, 5,1 и 5,3, сообщила сейсмологическая обсерватория Босфорского университета на своем сайте.
Турецкие телеканалы сообщали, что, по предварительным данным, в результате землетрясения погибли, по меньшей мере, 57 человек. Около 100 получили ранения.

## Афтершоки
В тот же день произошёл повторный толчок силой 6.0 по шкале Рихтера в 07:47:40 UTC.

## Последствия
Практически полностью уничтожены шесть деревень, находящиеся в 30—45 км от эпицентра в провинции Элязыг (550 км к востоку от Анкары). Это бедный, отдаленный от туристических маршрутов регион, где существуют большие проблемы со строительными нормами. Сложенные из камня и бревен дома превратились в груды мусора, устояли лишь мечети, возведенные с учетом сейсмоактивности региона.